# Тейлор, Глен
Глен Тейлор (англ. Glen A. Taylor род. 20 апреля 1941 года) — американский бизнесмен, основной владелец команд Национальной баскетбольной ассоциации «Миннесота Тимбервулвз» и «Миннесота Линкс» из Женской национальной баскетбольной ассоциации, а также бывший член Сената Миннесоты.

## Биография
Тэйлор вырос на ферме в городке Комфри, Миннесота. Окончил среднюю школу в Комфри в 1959 году, а в 1962 году звания бакалавра в Государственном университете Миннесоты в Манкато. Он также посещал Гарвардскую школу бизнеса.
Во время учебы в университете и после окончания работал в компании Carlson Wedding Service (позже Carlson Craft), типографии, специализирующейся на официальных приглашениях. После того как хозяин компании решил уйти на пенсию, Тэйлор предложил заплатить 2 млн долларов в рассрочку на 10 лет за компанию. Эта покупка стала основой будущей Taylor Corporation.
Тэйлор был Сенатором Миннесоты от республиканской партии с 1981 по 1990 год. С 1983 года по 1985 он был помощником лидера меньшинства, а с 1985 по 1987 год лидером меньшинства.
В 1994 году Тейлор купил основной пакет акций команды «Миннесота Тимбервулвз», а в 1999 году купил баскетбольную команду «Миннесота Линкс». Он также обсуждал возможность покупки команды «Миннесота Твинс», однако сделка не состоялась. В 2005 году его называли одним из возможных покупателей команды «Миннесота Викингс», но её купил Зиги Вилф (англ. Zygi Wilf).
Тейлор также основатель и глава правления Taylor Corporation, частной мультинациональной компании, занимающейся печатным делом и бизнесом, связанным с электроникой. В Taylor Corporation работает более 14 000 рабочих.
В 2007 году журнал Форбс поставил Тейлора на 149 место в своем рейтинге Форбс 400, а его компанию на 254 место среди частных компаний США. Состояние Тейлора на 2019 год оценивается в 2,8 млрд долларов.
В 2014 году Тейлор купил газету Star Tribune за 100 млн долларов.